# Avima azulitai
Avima azulitai is een hooiwagen uit de familie Agoristenidae.